# Epiplema incendiata
Epiplema incendiata är en fjärilsart som beskrevs av Achille Guenée 1852. Epiplema incendiata ingår i släktet Epiplema och familjen Uraniidae. Inga underarter finns listade i Catalogue of Life.